# Núria Gago Roca
Núria Gago Roca   (Barcelona, 10 de març de 1980) és una actriu i escriptora catalana en castellà.
Ha rebut una nominació als Premis Goya per la pel·lícula Héctor, de Gracia Querejeta.
En la seva vessant d'escriptora, va publicar el 2015 Cuando volvamos a casa. El 2018 va obtenir el Premi Azorín de novel·la en castellà amb Quiéreme siempre.

## Filmografia

### Televisió
- 2000-2003: El cor de la ciutat (TVC)
- 2002: Mirall trencat (TVC)
- 2004-2006: Mis adorables vecinos (Antena 3)
- 2005:Más que hermanos (TVE i TVC)
- 2007-2008: MIR (Tele 5)
- 2008: Serrallonga, la llegenda del bandoler (TVC)
- 2008: Hospital Central (Telecinco)
- 2008-2009: Herederos (TVE)
- 2010: Ull per ull, de Mar Targarona (TVC)
- 2012: Kubala, Moreno i Manchón (TVC)
- 2012: Toledo (Antena 3)
- 2014-2015; 2016 - ¿?: Amar es para siempre (Antena 3)
- 2016: Cites (TVC)
- 2019-actualitat: Com si fos ahir (TVC)

### Cinema
- 2001: En el nombre de dios, de Roberto Castón (Curtmetratge)
- 2003: Noviembre, d'Achero Mañas
- 2004: Héctor, de Gracia Querejeta
- 2006: La teva vida en 65', de Maria Ripoll
- 2006: Ciudad en celo, d'Hernán Gaffet
- 2006: Faltas leves, de Jaume Bayarri i Manuel Valls
- 2007: Una mujer invisible, de Gerardo Herrero
- 2008: Proyecto Dos, de Guillermo Fernández Groizard
- 2009: ¿Lo quieres saber?, de Pedro Moreno del Oso (Curtmetratge)
- 2010: Dímelo a la cara,, d'Eder García (Curtmetratge)
- 2011: Primos, de Daniel Sánchez Arévalo
- 2011: Adentro,de Pau Camarassa (Curtmetratge)
- 2011: Té y fantasmas, de Sintu Amat (Curtmetratge)
- 2011: No tengas miedo, de Montxo Armendáriz
- 2011: Family Tour, de Liliana Torres
- 2012: ALBA, d'Isak Férriz (Curtmetratge)
- 2013: Family Tour, de Liliana Torres
- 2015: Incidències, de Jose Corbacho i Juan Cruz
- 2015: Requisits per ser una persona normal, de Leticia Dolera
- 2019: 7 raons per fugir, d'Esteve Soler, Gerard Quinto i David Torras

### Teatre
- Peter pan,companyia Catacrac Teatre
- Espectáculo sobre textos de Bertolt Brecht, de David Plana
- Lorcalorca, de Dèria Teatre
- Fragmentos de la víscera exquisita, de dirección colectiva
- Pericles, de Willian Shakespeare, de Ferran Audí

## Premis i nominacions
- Nonimada al Goya a actriu revelació a laXIX edició per "Héctor" de Gracia Querejeta.
- Nominada als Premis de la Unió d'Actors (Espanya) com a actriu secundària per "Héctor"
- Nominada als premis C.E.C. per la pel·lícula "Héctor".